# 川北りな
川北 りな（かわきた りな）は、日本のAV女優。オールプロモーション所属。

## 略歴・人物
2017年12月、溜池ゴローの専属女優としてAVデビュー。

## 人物
趣味・特技は動画鑑賞、お料理。
中学2年の時に初オナニー、高校1年の時に出会い系で知り合ったよく知らない人と初体験。
AV出演の動機は、潮吹きがしたかったから。

## 出演作品

### アダルトDVD
2017年
- 結婚5年目 神戸に住む30歳の桃尻スレンダー人妻が夫に内緒で決意の出演 AVデビュー（12月1日、溜池ゴロー）
- 絶頂106回 夫以外の男性でイキまくった結婚5年目30歳人妻の3本番（12月25日、溜池ゴロー）

2018年
- 熱帯夜（2月1日、溜池ゴロー）
- 私、実は夫の上司に犯され続けてます…（3月1日、溜池ゴロー）
- あの桃尻、美乳人妻がマドンナ初登場!! セフレと乳首で感じる昼下がり。（4月13日、マドンナ）
- 今日は孕むまでナカに出して…（6月13日、溜池ゴロー）
- 五反田NTR 風俗じゃないからと僕への背徳心を抱えながらも五反田の出張マッサージでアルバイトを始めた妻。だけどやっぱり無事で済むわけもなく性欲を持て余した男達に当たり前のように寝取られていた。（7月13日、溜池ゴロー）

## 雑誌
- ズバ王 2018年1月号（ジーオーティー） - 表紙、インタビュー